# Nyctimene malaitensis
Nyctimene malaitensis — вид рукокрилих, родини Криланових. 

## Середовище проживання
Цей вид є ендеміком островів Малаїта і Макіра (Соломонові острови). Цей вид зустрічається в первинних вологих тропічних лісах.